# Rezerwat przyrody Rokita
Rezerwat przyrody Rokita – krajobrazowy rezerwat przyrody położony na terenie gminy wiejskiej Skierniewice w powiecie skierniewickim (województwo łódzkie).

## Powołanie
Obszar chroniony utworzony został 21 grudnia 2024 r. na podstawie Zarządzenia Regionalnego Dyrektora Ochrony Środowiska w Łodzi z dnia 4 grudnia 2024 r. w sprawie uznania za rezerwat przyrody „Rokita” (Dz. Urz. Woj. Łódzkiego z 2024 r., poz. 10222). Powstał w ramach inicjatywy „100 rezerwatów na 100-lecie Lasów Państwowych”. Przy projektowaniu planowano nadanie mu nazwy „rezerwat przyrody Dolinki okolic Bud Grabskich”.

## Położenie
Rezerwat ma 14,47 ha powierzchni, a jego otulina – 58,18 ha. Obszar chroniony znajduje się w obrębach ewidencyjnych Ruda i Budy Grabskie, blisko granicy województwa mazowieckiego. Położony jest w mezoregionie Równiny Łowicko-Błońskiej, podlega pod nadleśnictwo Skierniewice (Regionalna Dyrekcja Lasów Państwowych w Łodzi). Leży w granicach Bolimowskiego Parku Krajobrazowego oraz minimalnym zakresie w granicach specjalnego obszaru ochrony siedlisk sieci Natura 2000 Dolina Rawki PLH100015. Fragment rezerwatu z torfowiskami objęto w 2017 ochroną jako użytek ekologiczny.

## Charakterystyka
Celem ochrony rezerwatowej jest „zachowanie ze względów naukowych i dydaktycznych fragmentu naturalnej, głęboko wciętej doliny rzeki Rokity z cennymi zbiorowiskami leśnymi”. Ze względu na dominujący przedmiot ochrony typ obszaru chronionego określono jako krajobrazów, a podtyp – krajobrazów naturalnych, natomiast ze względu na główny typ ekosystemu typ określono jako różnych ekosystemów, a podtyp – lasów i wód.
Rezerwat obejmuje kilkukilometrowy bieg rzeki Rokity wraz z wąskim pasem jej doliny (z korytem sięgającym głębokości nawet 7 metrów). Rzeka funkcjonuje głównie wczesną wiosną, po roztopach i opadach deszczu. Przez resztę roku jej koryto pozostaje suche, zaś woda gromadzi się w jej źródłowym odcinku. Występują tu cenne siedliska przyrodnicze: łęg jesionowo-olszowy Fraxino-Alnetum, grąd subkontynentalny Tilio-Carpinetum, grąd kokoryczowy Tilio-Carpinetum corydaletosum, grąd typowy Tilio-Carpinetum typicum, torfowiska i wilgotne łąki (gdzie występują kukułka krwista, kukułka szerokolistna). Oprócz tego w rezerwacie występuje widłak jałowcowaty, a także stanowi on ostoję bobra europejskiego i korytarz ekologiczny.
Według stanu na styczeń 2025 rezerwat nie ma wyznaczonego planu ochrony ani zadań ochronnych.